# Flughafen Knock

i8
i11
i13
Der Ireland West Airport Knock (irisch Aerfort Iarthar Éireann Chnoc Mhuire, IATA-Code: NOC, ICAO-Code: EIKN) ist ein kleiner internationaler Verkehrsflughafen rund 21 Kilometer nordöstlich von Knock im County Mayo im Nordwesten Irlands. 

## Geschichte
Der Bau des Flughafens wurde durch eine Initiative des Priesters James Horan beschlossen, der die Idee dazu 1979 bei einem Besuch von Papst Johannes Paul II. in Knock hatte; 1980 fand der erste Spatenstich statt. 
am 30. Mai 1986 unter dem Namen Horan International Airport eröffnet. 
2005 nutzten etwa 500.000 Passagiere den Flughafen.
Seit 2006 ist sein Name Ireland West Airport Knock.
Seit einigen Jahren dient der Flughafen Knock auch zunehmend als Flugzeugfriedhof, auf dem Flugzeuge während vorübergehender Stilllegung abgestellt, oder aber ausgeschlachtet und verwertet werden. So wurde am 20. Februar 2020 ein Airbus A380 der Air France  (Luftfahrzeugkennzeichen F-HPJB) nach Knock überführt, um dort ausgeschlachtet zu werden.

## Fluggesellschaften und Ziele
Angeflogen werden hauptsächlich britische Ziele sowie Urlaubsdestinationen am Mittelmeer. Größte Fluggesellschaft vor Ort ist Ryanair.
Ab Mai 2012 bot die Lufthansa in den Sommermonaten Flüge vom Flughafen Düsseldorf nach Knock. Ab Mai 2014 bediente Germanwings einmal wöchentlich Knock vom Flughafen Köln/Bonn aus.
Ein weiterer wichtiger Faktor sind Charterflüge der jährlich etwa 1,5 Millionen Pilger, die den Wallfahrtsort Knock besuchen. Diverse Reisebüros bieten den Flughafen zudem als Ausgangspunkt zu den Angelgebieten im Nordwesten des Landes an.
Zur Ortschaft Knock (gut 700 Einwohner) besteht keine Bahnverbindung. Zweimal täglich fährt ein Bus für die dort arbeitenden Bewohner.